# (106817) Yubangtaek
(106817) Yubangtaek est un astéroïde de la ceinture principale.

## Description
(106817) Yubangtaek est un astéroïde de la ceinture principale. Il fut découvert le 6 décembre 2000 à Bohyunsan par Young-Beom Jeon et Yun-Ho Park. Il présente une orbite caractérisée par un demi-grand axe de 3,11 UA, une excentricité de 0,13 et une inclinaison de 1,0° par rapport à l'écliptique.

## Compléments